# Ophiocordycipitaceae
Ophiocordycipitaceae es una familia de hongos parasitarios del orden Hypocreales (clase Sordariomycetes). Se distingue de las demás familias de Hypocreales por tener mayormente esporas filiformes multiseptadas y ascas con una corona apical distintiva.

## Descripción
La familia Ophiocordycipitaceae incluye 11 géneros:
- Ophiocordyceps
- Hirsutella
- Drechmeria
- Harposporium
- Purpureocillium .
- Hymenostilbe
- Paraisaria
- Tolypocladium
- Akanthomyces
- Perennicordyceps
- Nigelia